# Манакін-червононіг гвіанський
Манакін-червононіг гвіанський (Chiroxiphia pareola) — вид горобцеподібних птахів родини манакінових (Pipridae).

## Поширення
Поширений у Венесуелі, Гаяні, Суринамі, Французькій Гвіані, Тринідаді і Тобаго, Бразилії, Колумбії, Еквадорі, Болівії та Перу. Трапляється у підліску вологих лісів Амазонки, Гвіани та атлантичного лісу східної Бразилії, переважно  на висоті нижче 500 м.

## Підвиди
- Chiroxiphia pareola atlantica Dalmas, 1900 - Тобаго.
- Chiroxiphia pareola napensis Miller, 1908 - південна та південно-східна Колумбія (на схід від Анд ), східний Еквадор та північ Перу.
- Chiroxiphia pareola pareola (Linnaeus, 1766) - східна Венесуела, Гвіана, північно-східна та східна Бразилія, а також ізольована прибережна популяція від Ріо-Гранде-ду-Норте на південь до Еспіріту-Санту.
- Chiroxiphia pareola regina Sclater, 1856 - східний Перу, західна Бразилія, переважно південніше річки Амазонки і на крайній півночі Болівії.